# Championnat d'Europe de football 2028
Navigation
Allemagne 2024 Italie - Turquie 2032
Le Championnat d'Europe de l'UEFA de football 2028 est la 18e édition du Championnat d'Europe de football, communément abrégé en Euro 2028, compétition organisée par l'UEFA et rassemblant les meilleures équipes nationales masculines européennes.
Les instances de l'UEFA ont émis l'hypothèse d'élargir la phase finale à 32 équipes,. Cette hypothèse est cependant écartée quelques mois plus tard pour raisons économiques.
Le Royaume-Uni et l'Irlande ont été désignés pays organisateurs de l'Euro 2028 le 10 octobre 2023.
Cependant, les cinq nations (Angleterre, Écosse, pays de Galles, Irlande du Nord et Irlande) ne seront pas qualifiées d'office, du fait de leur nombre trop important. Pour participer à ce championnat d'Europe, elles devront passer par les phases qualificatives.

## Candidatures
Les pays intéressés par l'organisation de l'Euro 2028 ont jusqu'au 23 mars 2022 pour annoncer leur intention de candidature. La date limite pour le dépôt des candidatures préliminaires est le 12 octobre 2022, puis le 12 avril 2023 pour le dossier définitif. La désignation interviendra lors d'un vote en septembre 2023.
Les pays doivent présenter une candidature proposant dix stades, dont un d'une capacité de 60 000 places, un (de préférence deux) de 50 000 places, quatre de 40 000 places et trois de 30 000 places, au moins.
Le 23 mars 2022, l'UEFA annonce avoir reçu trois déclarations d'intérêts pour accueillir la compétition :
- Royaume-Uni (Angleterre, Pays de Galles, Écosse et Irlande du Nord) et Irlande : le 5 janvier 2022, les associations de football d'Angleterre, d'Irlande du Nord, d'Écosse, du Pays de Galles et de la république d'Irlande ont annoncé une candidature conjointe de l'Irlande et du Royaume-Uni pour l'UEFA Euro 2028, et confirmé par ailleurs en février leur retrait du processus de candidature pour la Coupe du monde 2030[8] ;
- Turquie : la fédération turque reste sur cinq échecs consécutifs (pour les éditions de 2008 à 2024)[9]; le 15 août 2019, elle annonce que la Turquie renouvelle sa candidature pour 2028. La candidature est officiellement déposée le 23 mars[10]. La Turquie fait également part, en cas de nouvel échec, de son intérêt pour l'organisation de l'Euro 2032 ;
- Russie : en pleine Guerre contre l'Ukraine, après l'invasion par la Russie, Rustem Saymanov, directeur général du Rubin Kazan et membre du comité exécutif de l'Union russe de football, a confirmé auprès des médias russes cette hypothèse[11]. La Russie annonce son intérêt aussi pour l'organisation de l'Euro 2032. Le 2 mai 2022, l'UEFA annonce dans un communiqué que les candidatures de la Russie pour 2028 et 2032 ne sont pas recevables, compte tenu de la situation géopolitique[12].

Le 12 avril 2023, l'UEFA annonce que les dossiers de candidature pour l'Euro 2028 ont été déposés, c'est-à-dire celles du Royaume-Uni et de Irlande et de la Turquie. L'UEFA a aussi annoncé que les deux organisateurs de l'Euro 2028 et de l'Euro 2032 seront annoncés en octobre 2023. 
Début octobre, la Turquie annonce qu'elle retire sa candidature pour l'édition 2028 pour se concentrer sur l'édition suivante, en compagnie de l'Italie. Le Royaume-Uni et l'Irlande sont donc les seuls candidats éligibles.

### Désignation du pays organisateur
La désignation de l'unique candidat qui est le Royaume-Uni et l'Irlande s'est effectué le 10 octobre 2023 à Nyon, en Suisse en même temps que l'organisation de l'Euro 2032.

## Villes et stades
| \| Londres Cardiff Manchester Liverpool Newcastle upon Tyne Birmingham Glasgow Dublin \| |
| Londres Cardiff Manchester Liverpool Newcastle upon Tyne Birmingham Glasgow Dublin       |

| Londres Cardiff Manchester Liverpool Newcastle upon Tyne Birmingham Glasgow Dublin |